# Baita degli Scoiattoli
La Baita degli Scoiattoli è un rifugio situato nel comune di Stazzema (LU) al di sotto del pinnacolo del Monte Procinto denominato "La Bimba", nelle Alpi Apuane, a 875 m s.l.m. Il rifugio è di proprietà di privati ed è aperto in primavera ed estate. È possibile fermarsi per una sosta e gustare prelibatezze vegetariane e a km o. Meglio prenotare per conferma. 
In prossimità del rifugio si trova una piazzola per l'atterraggio di elicotteri.

## Accessi
- da Stazzema: tramite il sentiero CAI n. 6
- da Rifugio Forte dei Marmi: tramite il sentiero CAI n. 121 e 120 (ex 5bis)
- da Rifugio Alto Matanna: tramite il sentiero CAI n. 5bis, via Callare del Matanna

## Ascensioni
- Monte Procinto - 1.177 m s.l.m. (via ferrata)
- Monte Matanna - 1.317 m s.l.m.
- Monte Nona - 1.297 m s.l.m.